# Maello
Maello település Spanyolországban, Ávila tartományban. Maello Santo Domingo de las Posadas, Velayos, Sanchidrián, Muñopedro, Labajos, Villacastín, Santa María del Cubillo és Tolbaños községekkel határos. Lakosainak száma 700 fő (2024).

## Népesség
A település népessége az utóbbi években az alábbiak szerint változott:
| Lakosok száma | 633  | 672  | 686  | 747  | 714  | 689  | 627  | 594  | 636  | 700  |
|               | 2001 | 2004 | 2006 | 2009 | 2011 | 2014 | 2016 | 2019 | 2021 | 2024 |